# Колесники (Прилукский район)
Колесники (укр. Колісники) — село в Прилукском районе Черниговской области Украины. Население — 273 человека. Занимает площадь 1,384 км².
Код КОАТУУ: 7424184201. Почтовый индекс: 17540. Телефонный код: +380 4637.

## Власть
Орган местного самоуправления — Колесницкий сельский совет. Почтовый адрес: 17540, Черниговская обл., Прилукский р-н, с. Колесники, ул. Независимости, 1.